# Општина Ходак (Муреш)
Ходак (рум. Hodac) општина је у Румунији у округу Муреш.
Oпштина се налази на надморској висини од 557 m.